# Drocourt (Yvelines)
Drocourt ist eine Gemeinde im Département Yvelines in der Île-de-France. Sie gehört zum Kanton Limay im Arrondissement Mantes-la-Jolie. Sie grenzt im Norden an Aincourt, im Osten und im Südosten an Sailly, im Südwesten an Fontenay-Saint-Père und im Westen an Saint-Cyr-en-Arthies. Das Siedlungsgebiet liegt rechts der Seine auf 150 Metern über Meereshöhe. Die Bewohner nennen sich Drocourtois.

## Bevölkerungsentwicklung
| Jahr      | 1962 | 1968 | 1975 | 1982 | 1990 | 1999 | 2005 | 2014 |
| --------- | ---- | ---- | ---- | ---- | ---- | ---- | ---- | ---- |
| Einwohner | 240  | 231  | 311  | 355  | 385  | 407  | 463  | 545  |

## Sehenswürdigkeiten

Kirche Saint-Denis

- Kirche Saint-Denis